# Leslie Boardman
Leslie Boardman (* 2. August 1889 in Sydney; † 23. November 1975 ebenda) war ein australischer Schwimmer.

## Karriere
Leslie Boardman konnte nie eine australische Meisterschaft gewinnen. 1912 wurde er für die kombinierte Delegation von Australien und Neuseeland, die als Australasien bei den Olympischen Sommerspielen 1912 antrat, nominiert. Ursprünglich war Boardman jedoch nicht als Athlet für die Spiele vorgesehen, rückte jedoch für einen anderen Athleten nach.
Über 100 Meter Freistil schied er im Viertelfinale aus. Nachdem er im 4 × 200-m-Freistilstaffelrennen zusammen mit Cecil Healy, Harold Hardwick und Malcolm Champion bereits im Vorlauf einen neuen Weltrekord aufgestellt hatte, stellte die Staffel diesen im Finale erneut ein und wurde Olympiasieger.